# Marrozos
Marrozos (llamada oficialmente Santa María de Marrozos) es una parroquia española del municipio de Santiago de Compostela, en la provincia de La Coruña, Galicia.

## Entidades de población
Entidades de población que forman parte de la parroquia:
- Aldrey[4] (Aldrei)
- Ardacán[5] (Ardagán)
- A Cañoteira de Marrozos
- A Susana
- Corexo
- Gamás
- Marrociños
- O Outeiro de Marrozos
- Sixto[6] (O Sisto)
- Vixoy[7] (Vixoi)

## Demografía
| Gráfica de evolución demográfica de Marrozos entre 2000 y 2019 |
|                                                                |
| Datos según el nomenclátor publicado por el INE.               |